# Daniël Havart

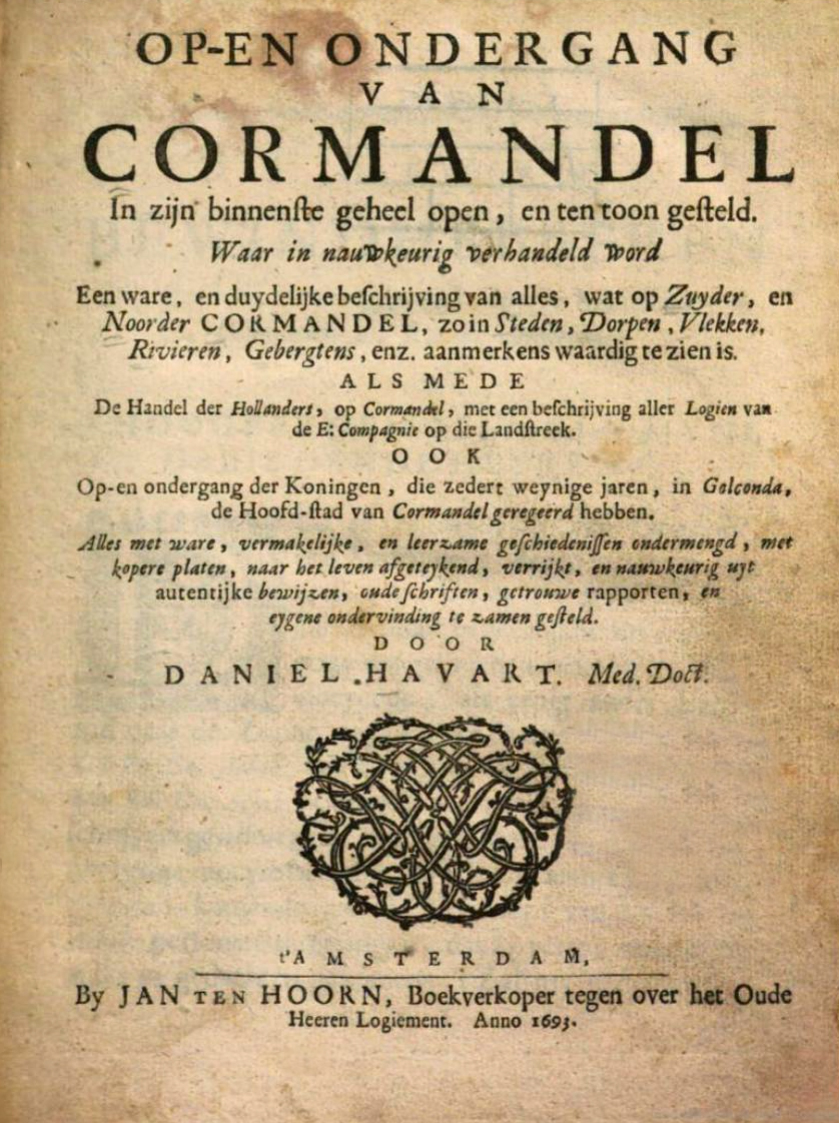
Op- en ondergang van Cormandel (1693) van Daniël Havart.

Daniël Havart (Amsterdam of Utrecht, 1650 – Rotterdam, juni 1724) was een secretaris en tolk in dienst van de VOC en werkte aan de Coromandelkust van India. Na terugkeer in Nederland studeerde hij geneeskunde en vervolgde hij zijn loopbaan als arts, schrijver en dichter. Zijn voornaamste werk is Op- en ondergang van Cormandel, een geschiedenis en beschrijving van het VOC-bedrijf en zijn medewerkers aan de Coromandelkust, van het begin in 1605 tot de publicatie van het boek in 1693.

## Biografie
Havarts vader was Servaes Havart, of Houwert, een chirurgijn in Utrecht, waar Daniël waarschijnlijk opgroeide. Zijn moeder was Elisabeth Vermeer. Havart studeerde een poos geneeskunde in Utrecht maar stopte met zijn studie toen zijn vader stierf, in 1666. In 1671 trad hij in dienst van de VOC. Hij vertrok op 14 november dat jaar met het schip Kranesteyn voor de VOC-Kamer Zeeland naar Batavia, waar hij op 18 mei 1672 aankwam. In december vertrok hij naar Masulipatnam aan het noordelijke deel van de Coromandelkust, zoals de oostkust van zuidelijk India toen genoemd werd. Masulipatnam was een havenstad en handelsknooppunt tussen de sjiitische sultanaten Golconda en Visiapoer (Bijapur) in het Indiase binnenland en Bengalen, Arakan (het huidige Myanmar) en Siam (het huidige Thailand) aan de overzijde van de Golf van Bengalen. Ook zuidelijker langs de kust stichtte de VOC in de loop van de tijd handelsposten, waar vooral katoenen stoffen werden ingekocht voor ruilhandel in de Indische Archipel. De stoffen, lijnwaden (ook wel kustkleden genoemd), werden met vooruitbetaling besteld bij wevers en ververs in de dorpen in het binnenland.

### Coromandel

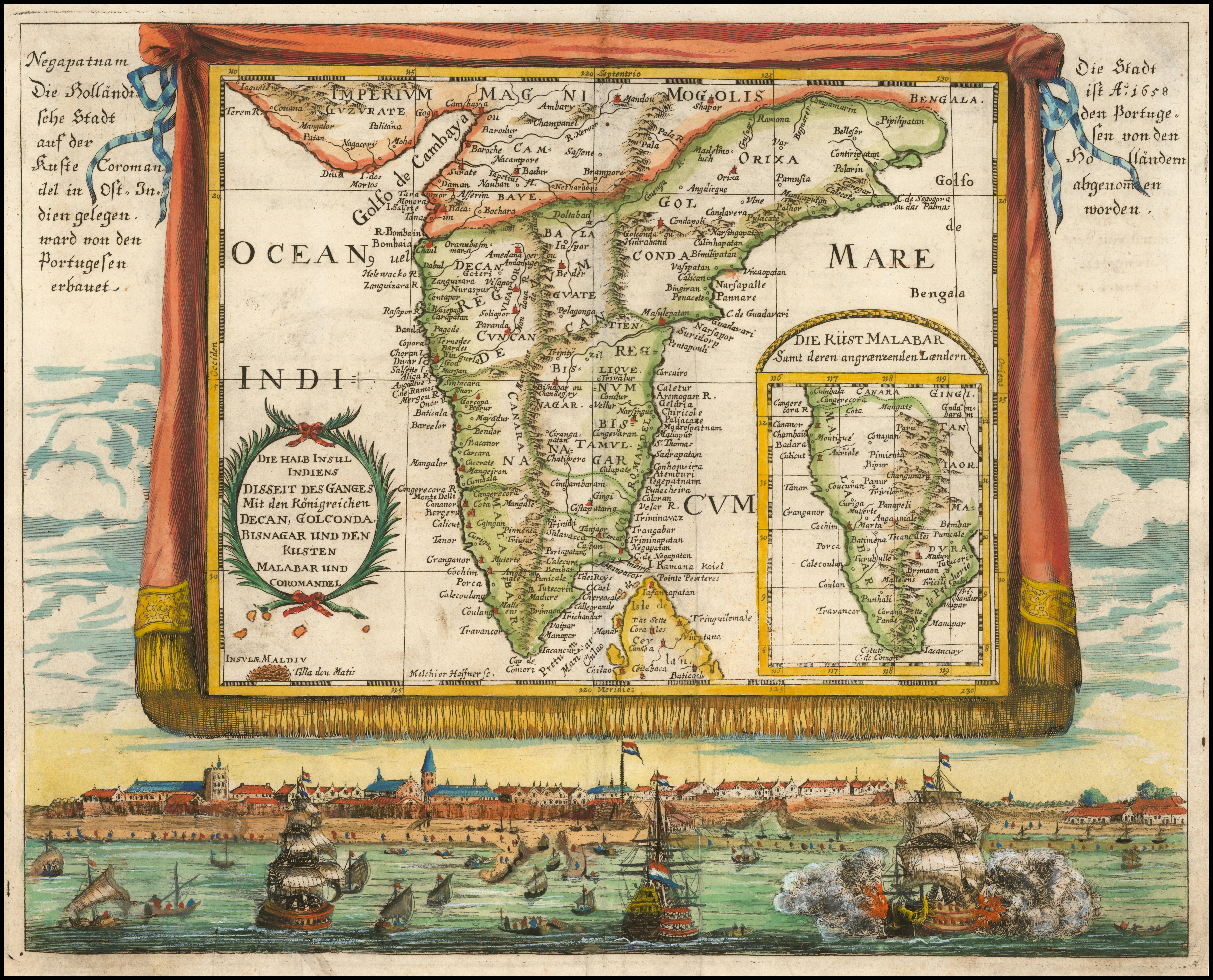
Kaart uit 1686 van Zuid-India, met o.a. de Coromandelkust en Golconda.

Havart werd na aankomst onder de hoede genomen door opperkoopman Willem Carel Hartsinck, die daarna altijd zijn patroon zou blijven. De Hartsincks waren een invloedrijke familie in de VOC. Havart werkte van 1673 tot 1680 in de factorij in Haiderabad, de hoofdstad van Golconda in het binnenland en 'een grote wyd-uytgestrekte Stad, ruym tweemaal zo groot als Amsterdam'. Hartsinck was hier opperhoofd. Ook de oriëntalist en linguïst Herbert de Jager werkte hier. Hij had in 1672 met Hartsinck en de koopman Jan van Nijendaal deelgenomen aan de ambassade van Pieter Smith naar het hof van Golconda, waarbij hij indruk gemaakt had met zijn kennis van het Perzisch. Havart zou veel van hem leren. Hij was hier 'cassier en bediender der pakhuijzen'.

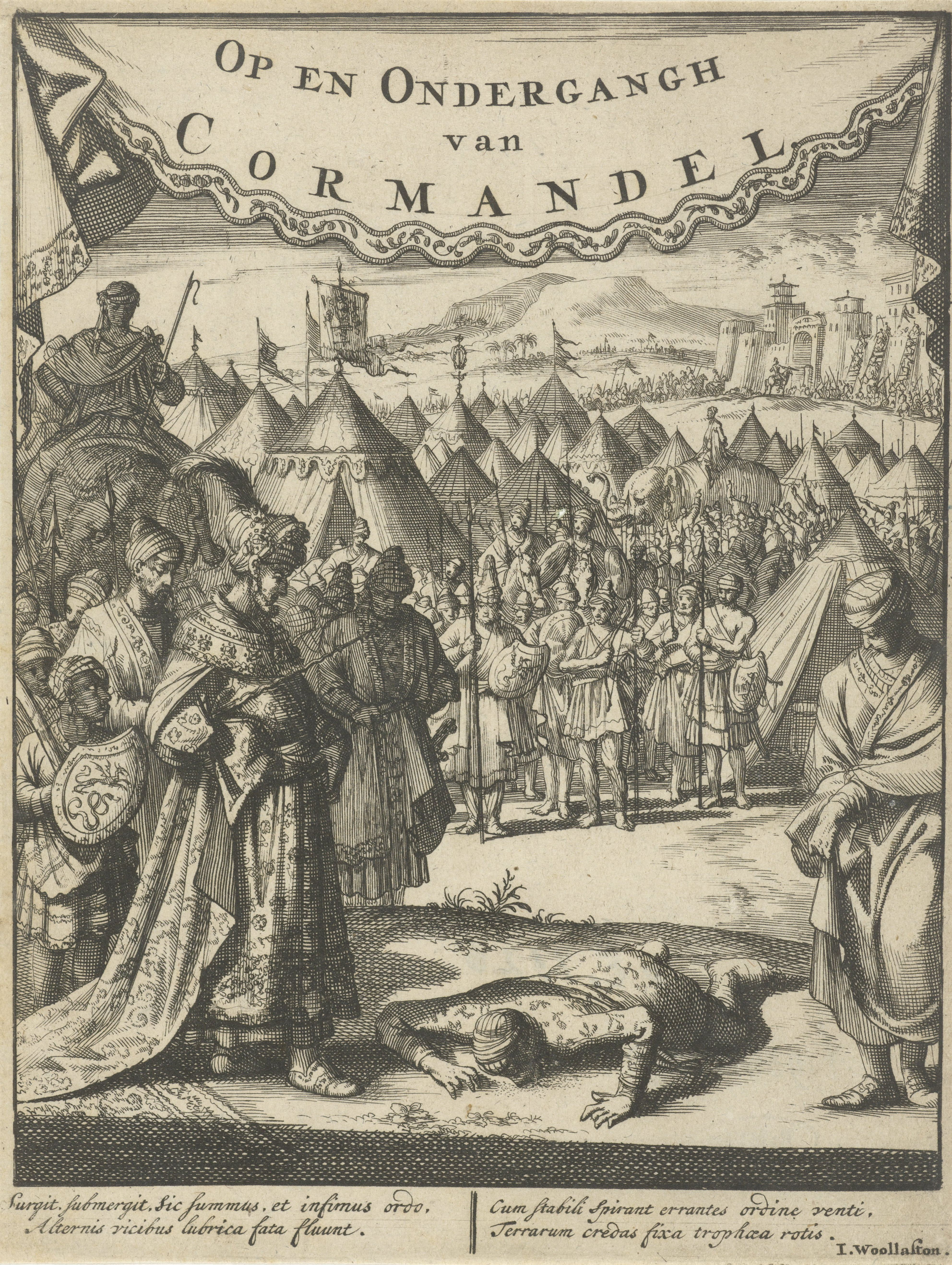
Grootmogol Aurangzeb overwint de koning van Golkonda.

Vanaf 1676 begon hij met hulp van een Indiase munshi (schrijver en secretaris), Shah Qasim geheten, Perzisch te leren, de hoftaal van het op Perzië georiënteerde Golconda, en bestudeerde hij de etiquette van een Perzisch hof en de ingewikkelde regels voor het schrijven van diplomatieke brieven. Hij trad daarna op als tolk bij diplomatieke missies, zoals bij het tweede bezoek van de sultan, Aboe-il-Hassan Kotbsjah (Abdul Hassan Qutb Shah) aan Masulipatnam in 1678, waarbij deze onder andere een kerkdienst bezocht. Kort daarna verhuisde Havart naar Masulipatnam, waar hij assistent werd van Hartsinck, die hier nu opperhoofd was. Havart werd ook geheimschrijver (secretaris) van de politieke raad. Zo kreeg hij veel informatie uit de eerste hand over de zaken van de Compagnie. Terug in Masulipatnam trouwde hij op 19 juni 1681 met Anna van Nijendaal, de 16-jarige dochter van Jan van Nijendaal en Barbara de Wit. Jan van Nijendaal werkte al sinds 1661 in Golconda en was Hartsinck daar opgevolgd als opperhoofd. Barbara was een Indiase vrouw, die in 1677 gestorven was. Jan stierf na een lange ziekte in 1682. Hartsinck had Anna als pleegdochter aangenomen. In januari 1685 kwam er een dochter, Elisabeth, die echter na twee dagen stierf. Toen Hartsinck in oktober 1685 vertrok om te repatriëren gingen Havart en Anna mee. In eerste instantie naar Batavia, waar Hartsinck werd benoemd tot bevelhebber van de retourvloot. Havart werd secretaris van de vloot op het schip de Bantam. Drie weken voor aankomst in de Republiek overleed Anna aan boord van de Bantam, op 6 juli 1686. Ze was 21.

### Repatriëring
Met het geld dat hij in India verdiend had hervatte Havart zijn studie geneeskunde in Utrecht. In september 1691 promoveerde hij summa cum laude tot doctor in de medicijnen op het onderwerp De tenesmo, een ziekte waaraan hij zelf aan de Coromandelkust zeven jaar lang geleden had. Hij ging daarna praktiseren in Utrecht. Rond 1703 verhuisde hij naar Rotterdam. In Nederland schreef en vertaalde hij diverse medische en literaire werken en gedichten. Ook schreef hij veel grafschriften. Hij hertrouwde nog twee keer. De eerste keer met Adriana de Moor, met wie hij twee zonen kreeg: Servaes en Daniël. Na haar overlijden trouwde hij in 1702 nog een keer met Alberta Keppel, die hij nog in Batavia had ontmoet. Ze was de weduwe van een lid van de Raad van Justitie daar, Johan van Ceulen. Havart stierf in 1724 in Rotterdam, waar hij begraven werd in de Laurenskerk.

### Schrijver en dichter

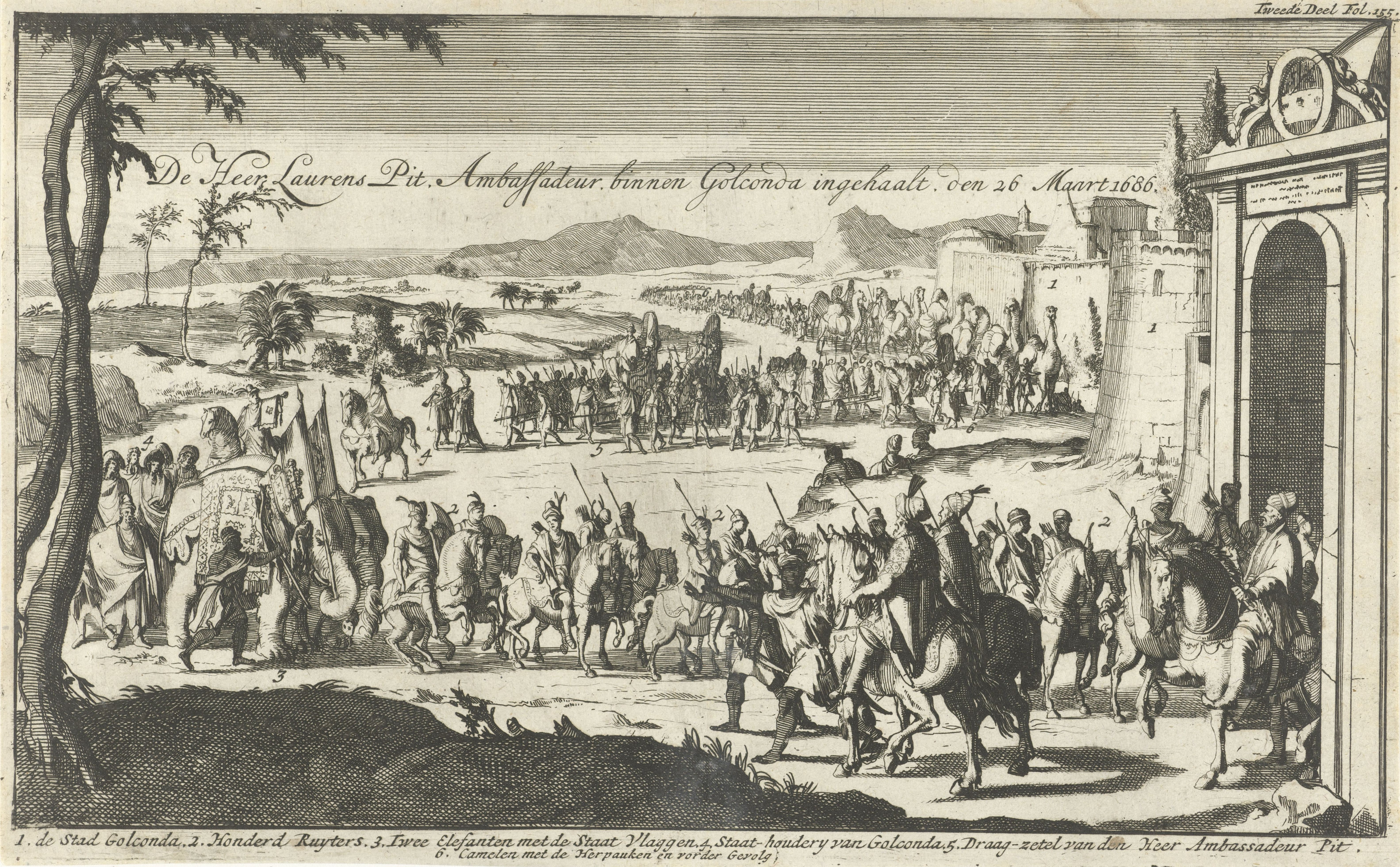
VOC-gouverneur van Coromandel Laurens Pit de Jonge (in draagstoel) bezoekt de sultan van Golconda in Golconda Fort in 1686.

Havarts voornaamste werk, Op- en ondergang van Cormandel, in zijn binnenste geheel open, en ten toon gesteld, deels ter plaatse geschreven en uitgegeven in Nederland in 1693, is een geschiedenis van de VOC aan de Coromandelkust en een beschrijving van de handel, de factorijen en de carrières van het hogere personeel. Ook is het een persoonlijk, nostalgisch, maar ook met een zekere cynische humor geschreven document over de verstoring van die samenleving door verschillende oorzaken. Vooraleerst de bezuinigingsmaatregelen van de VOC die hij zelf had meegemaakt. Daar kwamen in 1687 nog eens de maatregelen bij van commissaris-generaal Hendrik van Reede tot Drakestein en zijn collega Johannes Bacherus, gericht tegen fraude en particuliere handel door VOC-medewerkers en hun gezinnen. Zo stuurde hij velen terug naar Batavia om te voorkomen dat ze een te innige band met lokale bestuurders en kooplieden zouden cultiveren, en verplaatste hij het hoofdkantoor van Paliacatte naar het zuidelijke Nagapattinam. Daarenboven was Havarts geliefde hof van Golconda ten onder gegaan. Het beroemde fort van de sultans was in 1687 na een beleg van 8 maanden veroverd door de Mogolkeizer Aurangzeb, waarbij de sultan gevangen werd genomen. 'Al was de Duyvel met al zijne trawanten uit de hel gekomen, zy zouden het niet erger hebben konnen maken, als het dit volk van Eurangseeb gedaan heeft', schreef Havart. Tot slot raasde er van 1686 tot 1688 ook nog een epidemie over de kust die aan velen het leven kostte, naar verluidt wel een half miljoen. Ook veel VOC-medewerkers en hun gezinnen waren er het slachtoffer van.

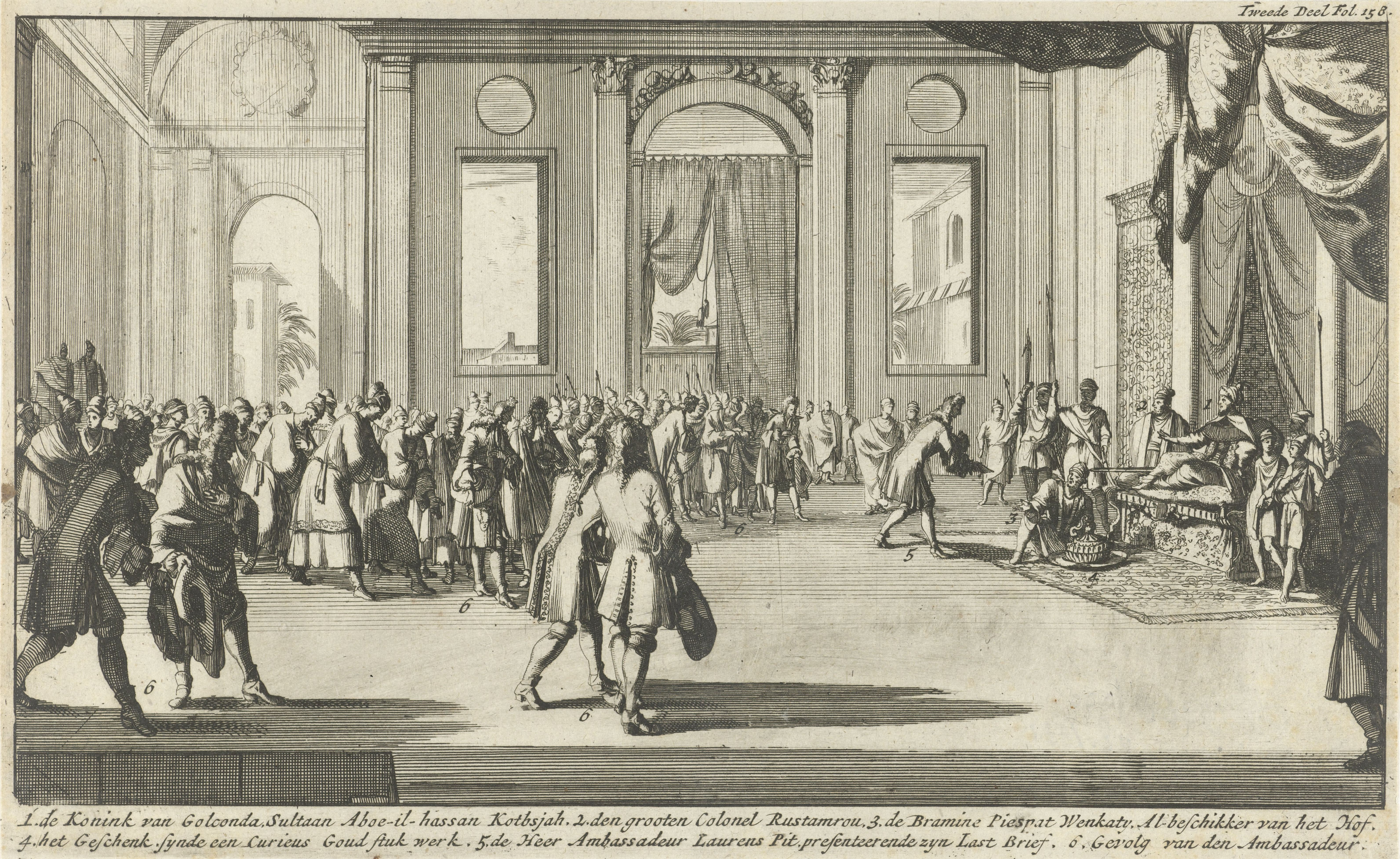
Laurens Pit en sultan Abdul Hassan Qutb Shah in Golconda Fort. Illustratie in Op- en Ondergang van Cormandel van Daniël Havart.

Van Havarts boek is uitgebreid gebruik gemaakt door Pieter van Dam in zijn Beschryvinge van de Oostindische Compagnie van 1701, en door Francois Valentijn (die Havart persoonlijk kende) in zijn Oud en Nieuw Oost-Indiën van 1724. In 1912 schreef Maurits Wagenvoort de roman Het Stijfhoofdige Bruidspaar gebaseerd op het door Havart beschreven tragische liefdesverhaal van Johan Kruyf en Catharina van den Briel.

### Willem Bosman
Havart was bevriend met Willem Bosman, die in 1688 voor de WIC naar Elmina was vertrokken en de jaren daarna brieven schreef aan Havart over het leven in Ghana. Toen hij terugkwam in de Republiek moedigde Havart hem aan de brieven te publiceren. Dit leidde tot de Nauwkeurige beschryving van de Guinese Goud- Tand- en Slavekust, uitgegeven in 1703. Voorin staat een gedicht van Havart aan Bosman, ondertekend met 'uw vrind'. Het bevat ook een beschrijving van het koninkrijk Benin van de hand van de assistent koopman David van Nijendaal, de jongere broer van Havarts eerste vrouw Anna. David was toen niet meer in leven. Hij was na een diplomatieke missie naar het Ashanti rijk, van oktober 1701 tot oktober 1702, uitgemergeld teruggekeerd in Elmina en op 20 oktober overleden. Hij had Havart tot zijn executeur benoemd. Bosmans boek werd destijds meerdere malen herdrukt en vertaald in het Duits, Frans, Engels en Italiaans. In 1981 schreef Aad van den Heuvel een boek over Bosman.

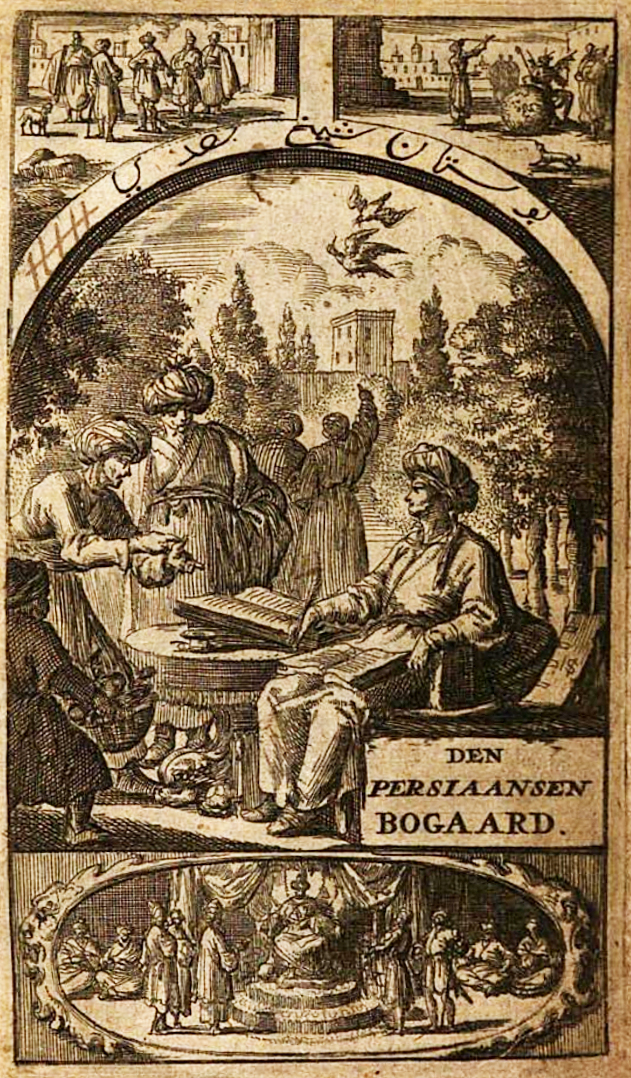
Den Persiaansen Boogaard.

### Voornaamste werken
- Den Persiaanschen Boogaard (1688). Volledige titel: Den Persiaanschen Boogaard, beplant met zeer uitgeleesen spruiten der historien en bezaait met zeltzame voorgevallen, leerzame en aardige geschiedenissen, neffens opmerkelijke spreuken. Het is een prozavertaling van Bustan, een beroemd gedicht van de klassieke Perzische dichter Saadi uit 1257, met een uitleg en toelichting van Havart zelf, die schrijft dat hij het vertaald heeft 'opdat onse Lands-luyden ’t geluk mogen hebben, die Sterre hier te zien blinken, die over gansch Asia sijne straalen zo mild heeft uitgeschooten'.[8]
- Persiaanse secretaris (1689). Een verhandeling over de stijl van Perzische officiële documenten, een lijst van Islamitische feestdagen en tradities in Golconda en 114 Perzische en Arabische aforismen.
- De treurende Ovidius (1692 en 1702). (Het troostdigt aan Livia, 4 boeken der Brieven van Pontus kust, neevens de klaagende Nooteboom), uit het Latijn in Nederduytsche rijmtrant overgeset; waarbij gevoegd zijn 100 uytgezogte Grafschriften, door Dan. Havart, Med. Dr.
- Op- en ondergang van Cormandel (1693). De volledige titel is: Op- en ondergangh van Cormandel. In zijn binnenste geheel open, en ten toon gesteld. Waar in nauwkeurig verhandeld word een ware en duydelijke beschrijving van alles, wat op Zuyder, en Noorder Cormandel, zo in steden, dorpen, vlekken, rivieren, gebergtens, enz. aanmerkens waardig te zien is. Als mede de handel der Hollanders, op Cormandel, met een beschrijving aller logien van de E. Compagnie op die landstreek; ook Op- en ondergang der Koningen, die zedert weynige jaren, in Golkonda, de hoofd-stad van Cormandel geregeerd hebben.[3][9][10]

- Bibsys: 6075482
- Biografisch Portaal: 11341395
- Digitale Bibliotheek voor de Nederlandse Letteren: hava002
- Gemeinsame Normdatei: 142488933
- International Standard Name Identifier: 0000 0000 9115 2069
- Nederlandse Thesaurus van Auteursnamen: 070076723
- Virtual International Authority File: 133297592
- WorldCat: E39PBJkT9cCdk3fR68bwVxjHmd